# Caicasaico
Caicasaico (Caicassico) ist eine osttimoresische Aldeia im Suco Açumanu (Verwaltungsamt Liquiçá, Gemeinde Liquiçá). 2015 lebten in der Aldeia 737 Menschen.

## Geographie und Einrichtungen
Caicasaico bildet den Westen des Sucos Açumanu. Östlich liegt die Aldeia Siscoelema. Im Westen grenzt Caicasaico an den Suco Leotala, im Norden an den Suco Dato, im Nordosten an den Suco Darulete und im Süden an das zur Gemeinde Ermera gehörende Verwaltungsamt Hatulia B mit seinem Suco Urahou. Der Fluss Caicabaisala trennt den Norden Caicasaicos von der restlichen Aldeia ab und folgt dann grob der Grenze zu Leotala unter dem Namen Curiho bis er in den Gleno mündet, der wiederum die Südgrenze zu Ermera bildet. Die Flüsse gehören zum System des Lóis. Zwei Berge beiderseits des Caicabaisala bildet die Aldeia. Auf dem südlichen Berg, der im Süden zum Gleno herabsinkt, befindet sich auf dem Rücken im Osten das Ortszentrum von Caicasaico, mit dem Hospital des Sucos, ein weiterer Ort liegt weiter westlich. Um den Gipfel des nördlichen Berges herum befindet sich das Dorf Boelema. Die übrige Besiedlung von Caicasaico besteht aus einzeln stehenden Häusern und kleinen Weilern.

## Geschichte
Im Suco Açumanu setzte die UDT während des Bürgerkrieges gegen die FRETILIN am 13. August 1975 ihre Flagge in der Aldeia Caicasaico und brannte Häuser nieder. Teile der Bevölkerung flohen nach Leorema, nach Maubara oder in den nahen Wald.
Ende 1979 gab es in Caicasaico ein sogenanntes Transit Camps, in denen die indonesischen Besatzer osttimoresische Zivilisten internierten.

## Politik
2023 wurde Joaquim Soares zum Chefe de Aldeia gewählt.